# Preux-au-Bois Communal Cemetery
Preux-au-Bois Communal Cemetery is een Britse militaire begraafplaats gelegen in de Franse plaats Preux-au-Bois (Noorderdepartement). De begraafplaats wordt onderhouden door de Commonwealth War Graves Commission.
De begraafplaats telt 66 geïdentificeerde Gemenebest graven waarvan 64 WW1 en 2 van gesneuvelden uit de Tweede Wereldoorlog.